# Paul Raymond (musicien)
Pour les articles homonymes, voir Paul Raymond et Raymond.
Paul Martin Raymond, né le 16 novembre 1945 à St Albans dans le Hertfordshire et mort le 13 avril 2019 à Londres (Angleterre) , est un musicien (claviériste et guitariste) britannique, surtout connu pour sa participation à des groupes majeurs comme Savoy Brown et UFO.

## Biographie

### Influences
Les influences de Paul Raymond sont les pianistes de jazz, Bill Evans et Victor Feldman et en matière de blues et de rock, Chuck Berry, Johnnie Johnson, les Rolling Stones et Steve Marriott (The Small Faces, Humble Pie).

### Les débuts
Ayant suivi des cours de piano depuis son plus jeune âge, Paul Raymond débuta comme pianiste dans divers petits groupe de jazz. Coiffeur la journée, il hantait les boites de jazz la nuit ce qui lui permettra de rencontrer  et jouer avec des musiciens comme Jon Hiseman, Tony Reeves (John Mayall's Bluesbreakers et futur Colosseum) où Dave Green (bassiste de Humphrey Lyttelton).
Il s’intéressa progressivement au rock et au rhythm and blues, se laissât pousser les cheveux et s'achetât un orgue Vox. En 1967, il forme avec Mick Graham (guitares), Nigel Olsson (batterie), Tony Murray (basse) et Brian Keith (chant) , le groupe Plastic Penny. Le groupe eu un hit majeur avec une reprise des Box Tops, Everything I am qui atteignit la 6e place des charts britanniques. Paul Raymond quitta le groupe en 1968 après une bagarre avec Nigel Olsson et fut remplacé par un certain Reginald Dwight qui deviendra célèbre sous le nom d'Elton John.
Il reviendra par la suite mais devant l'insuccès du groupe il répondit à une annonce du Melody Maker dans laquelle le groupe de blues, Chicken Shack cherchait un remplacement à Christine Perfect partie rejoindre Fleetwood Mac. Paul passa l'audition et obtint le job, il enregistra deux albums avec le groupe avant de le quitter et rejoindre Savoy Brown, un autre blues band.

### Rencontre avec le hard rock
Paul Raymond enregistra six albums avec Savoy Brown et c'est à cette époque qu'il commença à jouer aussi de la guitare pour épauler Kim Simmonds. Un soir à Saginaw (Michigan) alors que le groupe était en tournée aux États-Unis en compagnie d'UFO et Nazareth, Pete Way lui proposa de rejoindre UFO, le groupe cherchait un claviériste qui sache aussi jouer de la guitare pour remplacer Danny Peyronnel. De retour en Angleterre, Paul Raymond auditionne avec UFO, puis part avec eux en Allemagne réaliser quelques concerts en  compagnie de Rainbow, puis il quitte définitivement Savoy Brown pour devenir membre permanent d'UFO.
Dès son premier album avec UFO, Lights Out il compose et coécrit des titres mais des raisons contractuelles font que son nom n'apparait pas dans la liste des auteurs. Paul enregistre trois albums studio plus l'album live Strangers in the Night avant de quitter UFO pour rejoindre Michael Schenker pour enregistrer le deuxième album du Michael Schenker Group, MSG. Il y restera jusqu'à fin 1981, n'approuvant que très peu le remplacement de Gary Barden par Graham Bonnet, l'éloignement de sa famille (Paul vivait à cette époque à Los Angeles) et l'attitude du manager du MSG, Peter Mensch, à son égard.
Après son départ du MSG, Paul passa une année à jouer avec Terry Reid mais devant le peu d'interét des maisons de disques pour signer un contrat d'enregistrement avec le chanteur anglais, Paul rejoint le groupe de Pete Way, Waysted. Il n'y restera que peu de temps et retrouvera Phil Mogg pour une nouvelle mouture d'UFO. Le poste était d'abord dévolu à Barbara Schenker alors en rupture avec Viva, mais le deal ne se fit pas et c'est donc Paul qui enregistra l'album Misdemeanor. Il restera deux ans avec UFO.

### Exil au Japon, multiples retours dans UFO et projets solos
Après son départ d'UFO, Paul Raymond, qui avait à ce moment-là une petite amie japonaise, s'éxila au Japon. Il y entreprit de travailler avec des musiciens japonais et créa le Paul Raymond Project. Il enregistra deux albums, Under the Rising Sun en 1989 et Raw Material en (1997). Il séjourna huit ans au Japon.
En 1993, Paul Raymond reçut un appel lui annonçant une enième reformation d'UFO. Michael Schenker est lui aussi de retour. Le groupe s'installe en Californie pour composer et enregistrer l'album Walk on Water. Malheureusement, Paul Raymond sera obligé de rentrer momentanément en Angleterre, son père, très malade est sur le point de décéder. De ce fait il ne figure aucune composition de sa part sur l'album, tous les titres étant prêts à son retour aux États-Unis. Néanmoins sur la version de l'album comprenant des titres bonus, figure un titre du Paul Raymond Project, Public Enemy #1. Le groupe partit en tournée mais les états d'âme, les départs et les retours de Michael Schenker eurent raison de la patience de Paul et il quitta à nouveau le groupe.
Paul Raymond profita de son temps libre pour reformer le Paul Raymond Project avec qui il enregistrera un nouvel album en 1997 avec des ex-musiciens du groupe japonais Loudness. Il participera aussi en 1999 à l'album Chocolate Box de ses potes de MOGG/WAY, il joua sur l'album de $ign 4 (un projet annexe de Phil Mogg) en 2002 tout en retournant de temps en temps à ses premiers amours, le jazz.
Le téléphone sonna de nouveau en 2003, « Veux-tu revenir jouer avec UFO, sans Michael (Schenker) cette fois ?, nous avons Jason Bonham à la batterie et Vinnie Moore à la guitare ». Paul Raymond trouva le projet intéressant et accepta. Depuis il fait toujours partie d'UFO et le groupe vient de sortir son nouvel album Seven Deadly en février 2012. Paul Raymond continue aussi de sortir des albums avec le Paul Raymond Project. Il sortira aussi en 2005, un album solo intitulé Secret Life dont il qualifiera le style de « modern Jazz » où de musique « Easy listening » avec des improvisations.

### Vie privée
De sa vie privée on ne sait pas grand chose, l'homme est assez discret. Il a deux filles et un fils prénommé Alex qui aurait dû jouer de la batterie sur l'album du Paul Raymond Project, Virtual Insanity paru en 2009, mais il déclina l'offre, trouvant la musique de son papa pas assez thrash metal. Paul Raymond devrait épouser Helen Herzberg à Los Angeles en juin 2010.

## Équipement

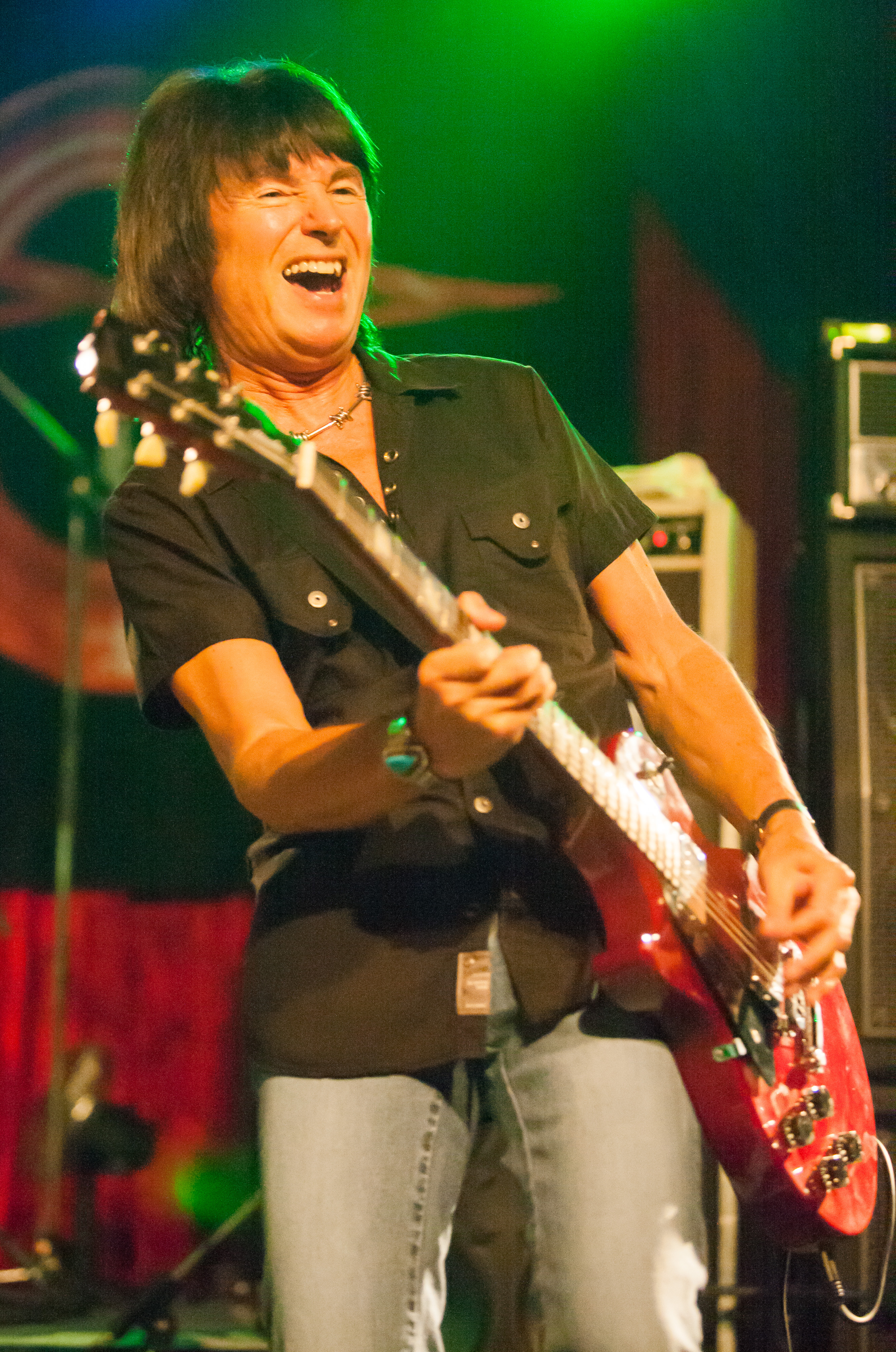
Paul Raymond avec sa Gibson Les paul en 2007.

- Claviers : Paul Raymond utilise un rack comprenant des synthétiseurs Korg T3, Roland VK-8 et un Roland D-50 ce qui lui permet aussi de reproduire le son des titres plus anciens.
- Guitares : Paul Raymond est gaucher, il utilise donc des guitares pour gaucher avec les cordes inversées. Ses guitares principales sont des Gibson Les Paul Studio. Mais il joue aussi sur des Gibson SG ou depuis sur une Ibanez Iceman spécialement conçue pour lui. Chez lui, il jamme souvent avec une copie de Fender Stratocaster[8].

## Discographie

### Avec Plastic Penny
- Two Sides of a Penny (1968)
- Currency (1969).

### Avec Chicken Shack
- 100 Ton Chicken (1969)
- Accept (1970).

### Avec Savoy Brown
- Street Corner Talking (1971)
- Hellbound Train (1972)
- Lion's Share (1972)
- Jack the Toad (1973)
- Wire Fire (1975)
- Skin'n'Bone (1976).

### Avec UFO
- Lights Out (1977)
- Obsession (1978)
- Strangers in the Night (live) (1979)
- No Place to Run (1980)
- Misdemeanor (1985)
- Walk on Water (1995)
- You Are Here (2004)
- Showtime (live) (2005)
- The Monkey Puzzle (2006)
- The Visitor (2009)
- Seven Deadly (2012).

### Avec le Michael Schenker Group
- MSG (1981)
- One Night at Budokan (live) (1982).

### Avec Waysted
- Vices (1983).

### Avec le Paul Raymond Project
- Under the Rising Sun (1989)
- Raw Material (1997)
- Man on a Mission (1999)
- Worlds Apart (compilation) (2000)
- Virtual Insanity (2008)
- Terms & Conditions Apply (2013)

### Avec Mogg/Way
- Chocolate Box (1999).

### En solo
- Secret Life (2005).